# 각 (수학)

시초선에서 동경까지 반시계방향으로 벌어진 정도를 각도라 한다

기하학에서, 각(角 영어: angle)은 같은 끝점을 갖는 두 반직선이 이루는 도형이다. 이 끝점을 각의 꼭짓점(-點, 영어: vertex)이라고 하며, 두 반직선을 각의 변(邊, 영어: side)이라고 한다. 각의 두 변이 벌어진 정도, 즉 각의 크기를 나타내는 양을 각도(角度)라고 한다. 엄밀하게 말하면, 시초선에서 동경까지 시계 반대방향으로 벌어진 정도이다. 보통 각이라고 하면 평면상에서 정의되는 것을 말하지만 3차원 공간에서 말하는 입체각도 정의할 수 있다.

## 종류
기하학에서  각(角, angle)은 평면상의 두 직선이 서로 만나 교차를 이룰 때 그 두 직선들이 서로에 대해 벌어진 정도를 각이라 하고 이러한 각의 크기를 각도(角度)라고 부른다.
그러나 이러한 엄격한 정의에 의한다면 두 직선이 서로 한 직선상에서 일치하지 않는 한 교차되는 각은 서로 양쪽으로 2개씩의 각이 생겨 항상 4개가 나타나게되므로 좌표평면상의 0점을 기준으로 끝점을 갖는 두 반직선을 가정하여 단 하나의 각을 갖는 경우를 가정할 수 있다.
이것은 두 직선의 각 끝점들 중 같은 방향의 끝점들이 한 점에서 만나게 되는 것을 의미한다.
이처럼 각은 평면 상의 두 직선들이 서로에 대해 기울어진 정도를 표현한 것이지만 좌표평면 상의 x, y축 이외에 z축 등의 증가를 추가적으로 설정함으로써 3차원 같은 입체각이 깊이나 또다른 성질을 표현하도록 가정할 수도 있다. 

### 크기에 따른 각
- 직각(直角, right angle)
- 둔각(鈍角, obtuse angle)
- 예각(銳角, acute angle)
- 평각(平角, straight angle)
- 요각(凹角, reentering angle): 180도보다 크고 360도보다 작은 각
- 철각(凸角, convex angle): 180도보다 작은 각
- 빗각(-角, =사각(斜角), 빗긴각, oblique angle): 예각 또는 둔각처럼 직각이나 평각이 아닌 경사(기울기)가 있는 각으로 예각 또는 둔각 등이 이에 해당한다.
- 바퀴(Turn (geometry)): 360도
- 주각(周角, round angle): 다각형 둘레의 각

### 직선의 교차로 이루어지는 각
- 우각(優角, reflex angle, major angle): 예를 들면 한 점에서 나오는 두 반직선이 이루는 각에서 보다 큰 쪽의 각인 바깥쪽 각을 우각이라고 부른다.[3] 이때 안쪽을 이루는 각은 평각보다 작기에 우각은 180도보다 크다.

- 열각(劣角, minor angle):  예를 들면 한 점에서 나오는 두 반직선이 이루는 각에서 보다 작은 쪽의 각인 안쪽 각을 열각이라고 한다.
- 여각(餘角, complementary angle): 예각에 대해, 더하여 직각이 되는 각은 그 예각의 여각(complementary angle)이라고 한다.
- 보각(補角, supplementary angle): 평각보다 작은 각도를 가지는 각에 대해, 더하여 평각이 되게 하는 각을 보각(supplementary angle)이라고 한다.
- 공액각(共軛角, explementary angle): 서로 더하여 원둘레 360도를 이루는 각들에 대해서 공액각이라 한다.
- 맞꼭지각(=대정각(對頂角))
- 끼인각(--角, =협각(夾角), contained angle)=사잇각: 예각삼각형, 내행성과 외행성의 공전궤도, 원뿔곡선 등에서 다루어진다.
- 교각(交角, =만난각, angle of intersection): 두 직선이 만나 서로의 선분을 양분함으로써 각도가 생긴다.

- 동위각(同位角)=등위각
- 엇각(alternate angles)

### 도형에서 이루어지는 각
- 내각(內角, =안각, interior angle)
- 외각(外角, =밭각, exterior angle)
- 대각(對角, opposite angle): 서로 마주보는 각으로 대칭각, 맞각, 맞모, 맞선각, 맞은각으로도 불린다[4], 특히 다각형 내에서 한 각 또는 한 변과 서로 마주 대하여 있는 각
- 내대각(內對角, =안맞각, interior opposite angle): 삼각형 등에서 한 외각에 대하여 이웃각(인접한 내각)이 아닌 다른 내각들
- 밑각(-角, base angle): 등변사다리꼴, 이등변삼각형의 성질에서 다루어진다.
- 이웃각(--角, adjacent angles, =인접각): 내각과 외각의 성질 등에서 다루어진다.
- 평면각(平面角, =이면각, plane angle)
- 다면각(多面角, polyhedral angle): 다면체에서 나타나는 각

### 원에서 성립하는 각
- 원주각(圓周角, =원둘레각): 원의 원주 즉 원둘레 위의 한 점에서 그은 두 개의 현이 만드는 각으로 그 크기는 중심각의 {\displaystyle {{1} \over {2}}}이다.
- 중심각(中心角, central angle)-원의 두 반지름이 만드는 각 또는 그러한 각을 갖는 도형의 각
- 꼭지각(--角, =정각(頂角), vertical angle)
- 구면각(球面角, spherical angle, =공면각)

## 특수각과 일반각
- 특수각은  삼각함수에서  나타나는 0˚, 15˚, 30˚, 45˚, 60˚, 75˚, 90˚를 가리키며  이로 인해 단위원상에서 정삼각형, 정사각형 등을 사용해  그 삼각비를 유도하여 얻을 수 있다. 이러한 특별한 각들인 특수각들은 삼각함수등에서 매우 중요한 성질을 갖는다.

단위원상에서 0˚,30˚, 45˚, 60˚, 90˚을 내각으로 갖는 정삼각형, 이등변삼각형, 정사각형은  아래와 같이 0˚,30˚, 45˚, 60˚, 90˚와 그의 주기적인 각도 120˚,135˚,150˚,180˚,....등에서 삼각함수를 얻게 해주기에 특별한 각으로 불린다. 그리고 15˚와 75˚는 삼각함수의 덧셈정리로 유도할 수 있다.
| 특수각 | 사인                                                  | 코사인                                                | 탄젠트                                  |
| ------ | ----------------------------------------------------- | ----------------------------------------------------- | --------------------------------------- |
| 0˚     | {\displaystyle 0}                                     | {\displaystyle 1}                                     | {\displaystyle 0}                       |
| 15˚    | {\displaystyle {{{\sqrt {6}}-{\sqrt {2}}} \over {4}}} | {\displaystyle {{{\sqrt {6}}+{\sqrt {2}}} \over {4}}} | {\displaystyle 2-{\sqrt {3}}}           |
| 30˚    | {\displaystyle {{1} \over {2}}}                       | {\displaystyle {{\sqrt {3}} \over {2}}}               | {\displaystyle {{1} \over {\sqrt {3}}}} |
| 45˚    | {\displaystyle {{\sqrt {2}} \over {2}}}               | {\displaystyle {{\sqrt {2}} \over {2}}}               | {\displaystyle 1}                       |
| 60˚    | {\displaystyle {{\sqrt {3}} \over {2}}}               | {\displaystyle {{1} \over {2}}}                       | {\displaystyle {\sqrt {3}}}             |
| 75˚    | {\displaystyle {{{\sqrt {6}}+{\sqrt {2}}} \over {4}}} | {\displaystyle {{{\sqrt {6}}-{\sqrt {2}}} \over {4}}} | {\displaystyle 2+{\sqrt {3}}}           |
| 90˚    | {\displaystyle 1}                                     | {\displaystyle 0}                                     | {\displaystyle \infty }                 |

| 원점에서 60˚를 갖는 이등변삼각형의 성질을 이용하여 원에 내접하는 정삼각형과 피타고라스의 정리로부터 얻어지는 삼각함수의 예 | 0˚와 90˚에서의 삼각함수 값 |

- 일반각은  임의의 반직선을 기준선(축)으로해서 그것과 원점을 꼭지점으로 공유하는 또다른 반직선(동경 선)이 이루는 각 또는 이러한 각과 그 동경선의 회전으로 얻어진 각을 합하여 나타내는 각을 가리킨다. 일반각은 360˚n+α(n은 원둘레 회전횟수 ,α는 각도, 호도법으로는 2πn+α)처럼 표현된다.

|  |  |

## 단위
- 도(degree): 기호는 ˚이며 한 회전을 360등분한 것이다.
- 분(minute): 기호는 '이며 1도를 60등분한 것이다.
- 초(second): 기호는 "이며 1분을 60등분한 것이다.
- 라디안(radian, rad): 기호는 보통 쓰지 않으며 부채꼴의 호와 반지름의 비이다.
- 스테라디안(steradian,sr), 평방라디안(square radian, rad²): 입체각의 단위로, 구의 일부의 둥근 부분의 넓이와 반지름의 제곱의 비이다.
- 평방도(square degree, deg², (°)²):입체각의 단위.

이들 사이의 환산 관계는 다음과 같다.
{\displaystyle {{\pi } \over {180}}=1^{\circ }}
{\displaystyle {{360^{\circ }} \over {2\pi }}=1}
(⁠π/180⁠)²sr =1(°)²
⁠32400/π²⁠deg²=1rad²

## 특징
- 유클리드 평면에 있는 삼각형의 내각의 합은 {\displaystyle 180^{\circ }}이다.
- 유클리드 평면에 있는 n각형의 내각의 합은 {\displaystyle (n-2)180^{\circ }}이다.

두 직선이 평행할 때, 동위각의 크기는 같다.
두 직선이 평행할 때, 엇각의 크기는 같다.
동측내각의 합은 180°이다.

## 기타 용어
- 경사각(傾斜角, tilt angle): 기울기(경사)가 있는 각도
- 고각(高角, =올려본각, 앙각(仰角) altitude, high[wide, vertical] angle): 회화나 카메라 촬영 등에서 다루어진다.
- 광각(光角, optic angle): 광각막염
- 광각(廣角, wide-angle): 광각 렌즈, 광각 X선 산란
- 광축각(光軸角, optic angle)
- 굴절각(屈折角, refracting angle): 입사각이나 분산에서 거론된다.
- 면각(面角, face angle)
- 반사각(反射角)
- 방향각(方向角, direction angle)
- 복각(伏角, dip, inclination)
- 부각(俯角, =내려본각, dip, angle of depression[declination]): 회화나 카메라 촬영 등에서 다루어진다.
- 사각(死角, dead angle): 사각지대 경고 장치에서처럼 시야에서 가리워져 보이지 않는 영역을 사각지대라고 칭한다.
- 상반각(上反角, dihedral angle)
- 시각(視角, visual angle): 위키낱말사전 시각3 참조
- 시각(時角, hour angle): 위키낱말사전 시각1 참조
- 시차(視差, parallax): 시차 (천문학)
- 실속각(失速角)
- 안면각(顔面角, facial angle)
- 영각(迎角, =날개각, angle of incidence[attack], attck angle) = 받음각
- 위상각(位相角, phase angle): 위상각
- 임계각(臨界角, =한계각, critical angle): 전반사 또는 오각프리즘 등에서 거론된다.
- 입사각(入射角, =투사각)
- 자오각(子午角, meridian angle)
- 조각(照角, glancing angle)
- 착륙각(着陸角, landing angle)
- 편각(偏角, polar angle): 편각 (수학)
- 하반각(下反角)
- 행성 시각(時角, sidereal hour angle)
- 활공각(滑空角, glide slope, gliding angle): 활공각 지시기 및 수평자세 지시계 등에서 다루어진다.

## 같이 보기
- 도
- 각도기
- 컴퍼스
- 호
- 호도법
- 삼각함수
- 입체각
- 스테라디안